# Interferon
Interferóni (angleško interfere - ovirati) so celične beljakovine, ki jih tvorijo celice kmalu po vdoru virusov in preprečujejo njihovo razmnoževanje. Sodijo med najpomembnejše nespecifične protivirusne dejavnike in so tako del naravnega (prirojenega) imunskega sistema.
V glavnem so bistvene tri vrste interferonov, in sicer interferoni alfa, beta ter gama (IFN-α, IFN-β in IFN-γ). Sinteza različnih vrst interferonov je odvisna od spodbujevalcev in od celic, ki jih izdelujejo. Glavno prijemališče delovanja je sinteza virusnih beljakovin. Interferoni sicer ne učinkujejo sami neposredno na viruse, pač pa se izločajo iz celic in se vežejo na specifične površinske receptorje sosednjih celic, kar sproži sintezo različnih protivirusnih beljakovin v celicah. Poleg omenjenega vplivajo tudi na imunsko uničenje okuženih celic.
Interferoni počasi postajajo pomembni v kemoterapiji virusnih bolezni, saj imajo močno protivirusno dejavnost in vitro in majhno toksičnost. Obetavni rezultati so bili doseženi pri zdravljenju okužb s herpesvirusi, virusi hepatitisa B in C, rinovirusi ter papilomavirusi. Imajo tudi protirakasto delovanje.

## Lastnosti interferonov
Interferoni so po kemični zgradbi glikoproteini z molekulsko maso okoli 17–20 kD. Zapisa za IFN alfa in beta se nahajata na 9. kromosomu, za IFN gama pa na 12. kromosomu.
IFN alfa izdelujejo levkociti in številne druge celice, IFN beta fibroblasti in epitelijske celice, IFN gama pa limfociti po spodbujevanju z mitogeni ali ob ponovnem stiku z antigeni. Glede na mesto sinteze imenujemo zato IFN alfa tudi levkocitni, IFN beta fibroblastni ter IFN gama imunski interferon.
IFN alfa in beta se vežeta na enake celične receptorje, IFN gama pa na druge receptorje. Prva dva sta obstojna tudi pri zelo nizkem pH, IFN gama pa v kislem okolju ni dejaven.

## Sinteza in mehanizem delovanja
Interferoni delujejo nespecifično na viruse, saj zavirajo razmnoževanje različnih virusov, njihovo sintezo izzovejo različni spodbujevalci ter učinkoviti so v različnih celicah in tkivih.
Po vstopu virusov v občutljive celice se interferonski geni aktivirajo predvsem pod vplivom dvojnovijačne molekule RNK, ki se pojavlja kot vmesna stopnja pri razmnoževanju virusov z DNK ali RNK (replikativni intermediat). Po sintezi se izločajo iz celic in se vežejo na določene receptorje sosednjih celic, v katerih sprožijo sintezo protivirusnih beljakovin.
Najpomembnejši tovrstni beljakovini sta oligoadenilatna polimeraza in beljakovinska kinaza P1, ki sta pravzaprav encima. Polimeraza izdeluje kratke verige adenilatov, ki aktivirajo endoribonukleazo L, ta pa razgradi virusno sporočilno RNK (mRNK). Kinaza fosforilira določene ribosomske beljakovine in tako onemogoči prevajanje (translacijo) virusne mRNK. Druge pomembne beljakovine so še metilaza, fosfodiesteraza, beljakovina Mx ter glikoziltransferaze. Slednje ovirajo glikoziliranje virusnih beljakovin, posledica česar je okrnjena dejavnost.
Interferoni na različne načine vplivajo tudi na imunski odziv. Med drugim spodbujajo fagocitno dejavnost makrofagov, pospešujejo razvoj in dejavnost naravnih celic ubijalk in citotoksičnih limfocitov T (Tc), povečajo izražanje receptorjev za Fc del protiteles (FcR) ter površinskih antigenov PHK I in II, vplivajo na izdelovanje protiteles ter sprožijo sintezo različnih citokinov (npr. IL-2).
Preko povečanja aktivnosti beljakovine p53 promovirajo proces apoptoze, kar ubije okužene celice. Hkrati je omenjeni učinek povezan s protirakastim delovanjem interferonov.

## Odpornost virusov
Mnogo virusov je razvilo mehanizme proti delovanjem interferonov. Virusi lahko med drugim ovirajo signaliziranje po vezavi interferona na receptor, preprečujejo njegovo sintezo in/ali zavirajo delovanje beljakovin, ki se sintetizirajo pod vplivom interferonov. Primeri takih virusov so virus japonskega encefalitisa (JEV), virus denge (tip 2 oz. DEN-2), herpesvirusi, poliomavirusi (veliki antigen T), papilomavirusi (beljakovina E7) in virus vakcinije (beljakovina B18R).